# Ricardo André
Ricardo André Duarte Pires (* 24. Oktober 1982 in Amadora) ist ein ehemaliger portugiesischer Fußballspieler, der zuletzt für den bulgarischen Erstligisten FC Tschernomorez Burgas spielte.

## Karriere
Die Karriere von Ricardo André begann in der zweiten Mannschaft von Benfica Lissabon. Im Jahr 2003 wechselte er zum FC Paços de Ferreira. Dort spielte er drei Jahre in der Primeira Liga. Im Jahr 2006 schloss er sich dem Gondomar SC in der Segunda Liga an. Im Sommer 2007 verpflichtete ihn der bulgarische Erstligist Tscherno More Warna. Er erreichte mit seiner Mannschaft in der Saison 2007/08 die Qualifikation zum UEFA-Pokal. Im Jahr 2009 wurde sein Vertrag nicht verlängert. Er war ein halbes Jahr ohne Klub, ehe ihn der FC Tschernomorez Burgas verpflichtete. Dort blieb er bis August 2011, als der FC Tschernomorez Burgas wegen finanzieller Probleme den Vertrag auslöste. Anschließend beendete er seine Laufbahn.